# Stijn Schaars
Stefanus Johannes 'Stijn' Schaars (Gendt, 11 januari 1984) is een Nederlands voetbaltrainer en voormalig profvoetballer die doorgaans als middenvelder speelde. Hij was van 2003 tot en met 2019 actief voor achtereenvolgens Vitesse, AZ, Sporting Lissabon, PSV en sc Heerenveen. Schaars was van 2006 tot en met 2016 international in het Nederlands voetbalelftal, waarvoor hij 24 interlands speelde.

## Spelerscarrière
Schaars begon als jeugdvoetballer bij amateurvereniging vv De Bataven uit Gendt. 

### Vitesse
Schaars maakte zijn debuut in het profvoetbal op 9 maart 2003 in de wedstrijd Vitesse-FC Utrecht (1-4). Ook speelde hij voor Jong Oranje. Mede door de aanwezigheid van Theo Janssen werd Schaars nooit een vaste waarde bij de club uit Arnhem. Hij speelde in drie seizoenen 44 wedstrijden voor de club en wist daarin vier keer te scoren.

### AZ
In zijn eerste seizoen voor AZ kreeg hij aan het eind van 2005 last van een heupblessure. Op 9 januari werd hij daaraan succesvol geopereerd. Na een herstelperiode van meer dan een maand maakte Schaars op 19 februari 2006 zijn rentree (in de met 2-3 verloren wedstrijd tegen FC Utrecht).
Schaars miste het merendeel van het seizoen 2006/07 en het complete seizoen erna vanwege aanhoudend blessureleed. In 2008-09 was hij weer beschikbaar en had meteen een belangrijk aandeel in het uiteindelijke kampioenschap van AZ. Trainer Louis van Gaal noemde hem "Mijn beste aankoop dit jaar", verwijzend naar de lange periode dat AZ zijn aanvoerder had moeten missen. Ook in het seizoen 2009/10 en 2010/11 was Schaars een belangrijke speler en aanvoerder van de AlkZaanse club. Aan het einde van het seizoen 2010/11 werd bekend dat Schaars toe was aan een nieuwe stap. Schaars speelde zes seizoenen voor AZ. In totaal speelde de middenvelder 129 competitieduels voor AZ en scoorde zeven keer.
PSV wilde zich graag versterken met Schaars en zijn overgang leek een kwestie van tijd, maar tijdens de onderhandelingen toonde Sporting Lissabon plotseling interesse. De Portugese topclub troefde PSV af en nam Schaars op 16 juni 2011 over van AZ voor een bedrag van 2,2 miljoen euro.

### Sporting Lissabon
Met ingang van het seizoen 2011/12 kwam Schaars uit voor Sporting Lissabon. In Lissabon trof de middenvelder zijn landgenoot Ricky van Wolfswinkel als ploeggenoot aan. Schaars werd met Sporting achtereenvolgens vierde en zevende in de Primeira Liga en haalde in het seizoen 2011/12 de finale van de Beker van Portugal met de club. Hij speelde in zijn eerste seizoen in Portugal 26 competitiewedstrijden, waarin hij drie keer scoorde. Begin jaargang 2012/13 liep Schaars een enkelblessure op die hem een operatie en een deel van het seizoen kostte.

### PSV
Op 13 juli 2013 werd bekend dat Schaars naar PSV ging, waar hij een contract tekende voor drie jaar. Hij werd hier een van de meer ervaren spelers in een grotendeels nieuw team in vergelijking met het voorgaande seizoen. Hij was vrijwel het hele jaar basisspeler en eindigde de competitie met PSV op de vierde plaats. Ook diende hij het grootste deel van het seizoen als aanvoerder vanwege de langdurige blessure van aanvoerder Georginio Wijnaldum. Schaars werd in 2014/15 landskampioen met de Eindhovense club, maar miste dat jaar zelf grotendeels door blessures. Nadat PSV in speelronde 31 de titel veiligstelde, maakte hij in speelronde 32 zijn eerste minuten van het seizoen in de hoofdmacht, uit tegen Excelsior. Die wedstrijd verving hij in de 89ste minuut Luuk de Jong. Na nauwelijks één minuut binnen de lijnen te hebben gestaan, gaf hij een diepe bal die via Memphis Depay (assist) en Jürgen Locadia (doelpunt) tot goal werd verwerkt. Hiermee sleepte PSV de zevenentwintigste competitiezege van het seizoen binnen, een evenaring van het (later dat seizoen verbeterde) clubrecord. Schaars werd op 8 mei 2016 voor de tweede keer op rij landskampioen met PSV. De club begon aan de laatste speelronde van het seizoen met evenveel punten als Ajax, maar met een doelsaldo dat zes doelpunten minder was. PSV won die dag vervolgens met 1-3 uit bij PEC Zwolle, terwijl Ajax uit bij De Graafschap met 1-1 gelijkspeelde. Schaars was gedurende het seizoen hoofdzakelijk invaller. Voor de winterstop speelde PSV voornamelijk met Andrés Guardado, Jorrit Hendrix en nieuwkomer Davy Pröpper op het middenveld, daarna met Guardado, Pröpper en de vanaf februari 2016 gehuurde Marco van Ginkel.

### sc Heerenveen
Schaars tekende in juli 2016 een contract tot medio 2018 bij sc Heerenveen, de nummer twaalf van Nederland in het voorgaande seizoen. Dat lijfde hem transfervrij in na het aflopen van zijn verbintenis bij PSV. In zijn contract werd een optie voor nog een seizoen opgenomen. Schaars werd bij Heerenveen meteen aanvoerder, als opvolger van de vertrokken Joey van den Berg. Hij speelde op 7 augustus 2016 zijn eerste wedstrijd voor Heerenveen, in de eerste speelronde van het seizoen 2016/17 uit bij AZ. Hij begon in de basis en maakte in de 82e minuut 2–2, tevens de eindstand. Op 4 april 2018 liep hij tijdens de training een dubbele beenbreuk op. Hij is hieraan diezelfde middag nog geopereerd. In april 2019 gaf Schaars aan na afloop van seizoen 2018/19 zijn loopbaan te beëindigen vanwege aanhoudend blessureleed.

## Trainerscarrière
Schaars werd in juni 2025 aangesteld als hoofdtrainer van Jong PSV. Eerder had hij functies in de jeugdopleiding van PSV en sinds de zomer van 2023 was hij assistent van hoofdtrainer Peter Bosz bij het eerste elftal.

## Clubstatistieken

### Beloften
| Seizoen         | Club            | Competitie      | Competitie | Competitie |
| Seizoen         | Club            | Competitie      | Wed.       | Dlp.       |
| --------------- | --------------- | --------------- | ---------- | ---------- |
| 2014/15         | Jong PSV        | Eerste divisie  | 6          | 1          |
| Beloften totaal | Beloften totaal | Beloften totaal | 6          | 1          |

### Senioren
| Seizoen         | Club              | Competitie      | Competitie | Competitie | Beker | Beker | Internationaal | Internationaal | Overig | Overig | Totaal | Totaal |
| Seizoen         | Club              | Competitie      | Wed.       | Dlp.       | Wed.  | Dlp.  | Wed.           | Dlp.           | Wed.   | Dlp.   | Wed.   | Dlp.   |
| --------------- | ----------------- | --------------- | ---------- | ---------- | ----- | ----- | -------------- | -------------- | ------ | ------ | ------ | ------ |
| 2002/03         | Vitesse           | Eredivisie      | 2          | 0          | 1     | 0     | 0              | 0              | —      | —      | 3      | 0      |
| 2003/04         | Vitesse           | Eredivisie      | 21         | 0          | 1     | 0     | 0              | 0              | 3      | 1      | 25     | 1      |
| 2004/05         | Vitesse           | Eredivisie      | 21         | 4          | 1     | 0     | —              | —              | —      | —      | 22     | 4      |
| Club totaal     | Club totaal       | Club totaal     | 44         | 4          | 3     | 0     | 0              | 0              | 3      | 1      | 50     | 5      |
| 2005/06         | AZ                | Eredivisie      | 24         | 1          | 1     | 0     | 6              | 0              | 2      | 0      | 33     | 1      |
| 2006/07         | AZ                | Eredivisie      | 18         | 5          | 2     | 3     | 7              | 1              | 0      | 0      | 27     | 9      |
| 2007/08         | AZ                | Eredivisie      | 0          | 0          | 0     | 0     | 0              | 0              | 0      | 0      | 0      | 0      |
| 2008/09         | AZ                | Eredivisie      | 29         | 0          | 4     | 0     | —              | —              | —      | —      | 33     | 0      |
| 2009/10         | AZ                | Eredivisie      | 29         | 0          | 3     | 1     | 6              | 0              | 1      | 0      | 39     | 1      |
| 2010/11         | AZ                | Eredivisie      | 29         | 1          | 2     | 0     | 8              | 0              | —      | —      | 39     | 1      |
| Club totaal     | Club totaal       | Club totaal     | 129        | 7          | 12    | 4     | 27             | 1              | 3      | 0      | 171    | 12     |
| 2011/12         | Sporting Lissabon | SuperLiga       | 26         | 3          | 8     | 2     | 14             | 0              | 0      | 0      | 48     | 5      |
| 2012/13         | Sporting Lissabon | SuperLiga       | 11         | 0          | 1     | 0     | 3              | 0              | 0      | 0      | 15     | 0      |
| Club totaal     | Club totaal       | Club totaal     | 37         | 3          | 9     | 2     | 17             | 0              | 0      | 0      | 63     | 5      |
| 2013/14         | PSV               | Eredivisie      | 27         | 0          | 2     | 0     | 9              | 0              | 0      | 0      | 38     | 0      |
| 2014/15         | PSV               | Eredivisie      | 2          | 0          | 0     | 0     | 0              | 0              | 0      | 0      | 2      | 0      |
| 2015/16         | PSV               | Eredivisie      | 12         | 0          | 3     | 0     | 1              | 0              | 0      | 0      | 16     | 0      |
| Club totaal     | Club totaal       | Club totaal     | 41         | 0          | 5     | 0     | 10             | 0              | 0      | 0      | 56     | 0      |
| 2016/17         | sc Heerenveen     | Eredivisie      | 20         | 1          | 2     | 1     | —              | —              | 2      | 0      | 24     | 2      |
| 2017/18         | sc Heerenveen     | Eredivisie      | 29         | 3          | 0     | 0     | —              | —              | 0      | 0      | 29     | 3      |
| 2018/19         | sc Heerenveen     | Eredivisie      | 9          | 0          | 1     | 0     | 0              | 0              | 0      | 0      | 10     | 0      |
| Club totaal     | Club totaal       | Club totaal     | 58         | 4          | 3     | 1     | 0              | 0              | 2      | 0      | 63     | 5      |
| Senioren totaal | Senioren totaal   | Senioren totaal | 309        | 18         | 32    | 7     | 54             | 1              | 8      | 1      | 403    | 27     |
| Carrièretotaal  | Carrièretotaal    | Carrièretotaal  | 315        | 19         | 32    | 7     | 54             | 1              | 8      | 1      | 409    | 28     |

## Interlandloopbaan
Nederland

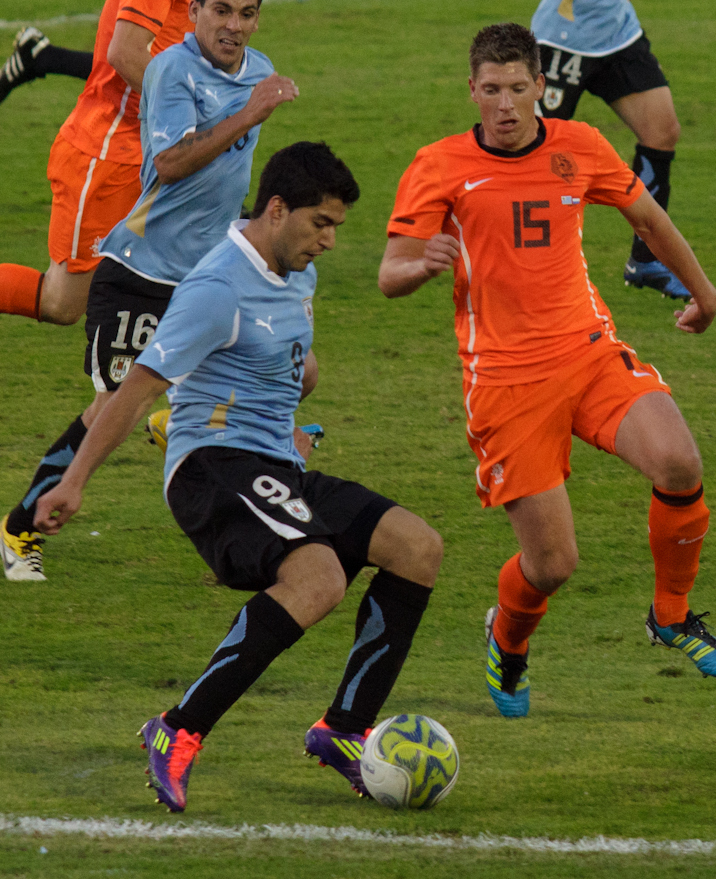
Schaars tegenover Luis Suárez in de wedstrijd om de Copa Confraternidad.

Schaars won in juni 2006 zijn eerste grote prijs, met Nederland –21. Daarmee werd hij kampioen op het EK –21 van 2006. Ook werd hij op het laatste moment opgeroepen door bondscoach Marco van Basten om als stand-in mee te reizen naar het WK 2006 in Duitsland, waar hij eventueel een geblesseerde speler zou kunnen vervangen. Aangezien de blessures niet van dien aard waren dat spelers het WK zouden missen, kon Schaars op de dag van de opening weer huiswaarts keren.
Op 16 augustus 2006 maakte Schaars zijn debuut in het Nederlands elftal tijdens een oefeninterland in en tegen Ierland. In 2010 maakte hij deel uit van de selectie van Oranje tijdens het WK 2010 in Zuid-Afrika. Nederland haalde de finale, maar Schaars kwam tijdens dat WK niet in actie.
Tijdens een oefentrip door Zuid-Amerika speelde hij op 8 juni 2011 mee namens Nederland tegen Uruguay in de vriendschappelijke wedstrijd om de Copa Confraternidad. De oefenpot om deze vriendschapsbeker werd door de Nederlanders niet echt serieus genomen en na een gelijkspel eindigde deze na strafschoppen in winst voor Uruguay.
| Interlands van Stijn Schaars voor Nederland | Interlands van Stijn Schaars voor Nederland | Interlands van Stijn Schaars voor Nederland | Interlands van Stijn Schaars voor Nederland | Interlands van Stijn Schaars voor Nederland | Interlands van Stijn Schaars voor Nederland |
| №                                           | Datum                                       | Wedstrijd                                   | Uitslag                                     | Competitie                                  | Goals                                       |
| Als speler van AZ                           | Als speler van AZ                           | Als speler van AZ                           | Als speler van AZ                           | Als speler van AZ                           | Als speler van AZ                           |
| ------------------------------------------- | ------------------------------------------- | ------------------------------------------- | ------------------------------------------- | ------------------------------------------- | ------------------------------------------- |
| 1.                                          | 16 augustus 2006                            | Ierland – Nederland                         | 0 – 4                                       | Vriendschappelijk                           | 0                                           |
| 2.                                          | 2 september 2006                            | Luxemburg – Nederland                       | 0 – 1                                       | EK-kwalificatie '08                         | 0                                           |
| 3.                                          | 6 september 2006                            | Nederland – Wit-Rusland                     | 3 – 0                                       | EK-kwalificatie '08                         | 0                                           |
| 4.                                          | 7 oktober 2006                              | Bulgarije – Nederland                       | 1 – 1                                       | EK-kwalificatie '08                         | 0                                           |
| 5.                                          | 11 oktober 2006                             | Nederland – Albanië                         | 2 – 1                                       | EK-kwalificatie '08                         | 0                                           |
| 6.                                          | 15 november 2006                            | Nederland – Engeland                        | 1 – 1                                       | Vriendschappelijk                           | 0                                           |
| 7.                                          | 11 februari 2009                            | Tunesië – Nederland                         | 1 – 1                                       | Vriendschappelijk                           | 0                                           |
| 8.                                          | 28 maart 2009                               | Nederland – Schotland                       | 3 – 0                                       | WK-kwalificatie '10                         | 0                                           |
| 9.                                          | 10 juni 2009                                | Nederland – Noorwegen                       | 2 – 0                                       | WK-kwalificatie '10                         | 0                                           |
| 10.                                         | 12 augustus 2009                            | Nederland – Engeland                        | 2 – 2                                       | Vriendschappelijk                           | 0                                           |
| 11.                                         | 10 oktober 2009                             | Australië – Nederland                       | 0 – 0                                       | Vriendschappelijk                           | 0                                           |
| 12.                                         | 26 mei 2010                                 | Nederland – Mexico                          | 2 – 1                                       | Vriendschappelijk                           | 0                                           |
| 13.                                         | 17 november 2010                            | Nederland – Turkije                         | 1 – 0                                       | Vriendschappelijk                           | 0                                           |
| 14.                                         | 4 juni 2011                                 | Brazilië – Nederland                        | 0 – 0                                       | Vriendschappelijk                           | 0                                           |
| 15.                                         | 8 juni 2011                                 | Uruguay - Nederland                         | 1 – 1                                       | Vriendschappelijk                           | 0                                           |
| Als speler van Sporting Lissabon            |                                             |                                             |                                             |                                             |                                             |
| 16.                                         | 29 februari 2012                            | Engeland – Nederland                        | 2 – 3                                       | Vriendschappelijk                           | 0                                           |
| 17.                                         | 26 mei 2012                                 | Nederland – Bulgarije                       | 1 – 2                                       | Vriendschappelijk                           | 0                                           |
| 18.                                         | 30 mei 2012                                 | Nederland – Slowakije                       | 2 – 0                                       | Vriendschappelijk                           | 0                                           |
| 19.                                         | 2 juni 2012                                 | Nederland – Noord-Ierland                   | 6 – 0                                       | Vriendschappelijk                           | 0                                           |
| Als speler van PSV                          |                                             |                                             |                                             |                                             |                                             |
| 20.                                         | 6 september 2013                            | Estland – Nederland                         | 2 – 2                                       | WK-kwalificatie '14                         | 0                                           |
| 21.                                         | 10 september 2013                           | Andorra – Nederland                         | 0 – 2                                       | WK-kwalificatie '14                         | 0                                           |
| 22.                                         | 19 november 2013                            | Nederland – Colombia                        | 0 – 0                                       | Vriendschappelijk                           | 0                                           |
| 23.                                         | 5 maart 2014                                | Frankrijk – Nederland                       | 2 – 0                                       | Vriendschappelijk                           | 0                                           |
| Als speler van sc Heerenveen                |                                             |                                             |                                             |                                             |                                             |
| 24.                                         | 9 november 2016                             | Nederland - België                          | 1 - 1                                       | Vriendschappelijk                           | 0                                           |

## Erelijst

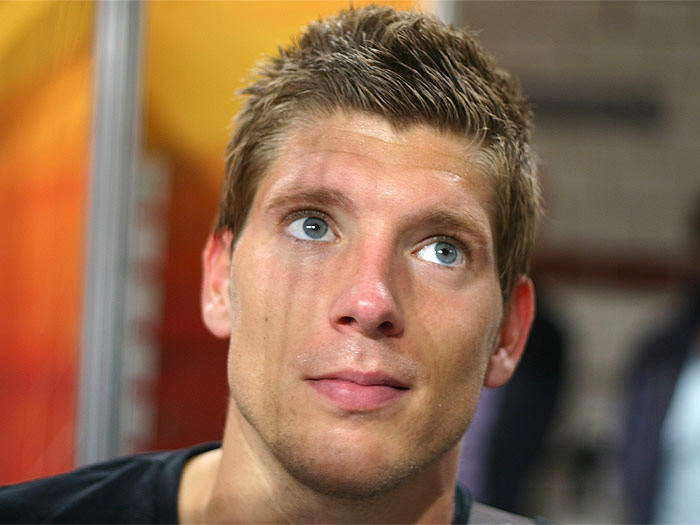
Stijn Schaars

| Competitie            |        |                  |    |    |
| Competitie            | Aantal | Jaren            |    |    |
| AZ                    | AZ     | AZ               | AZ | AZ |
| --------------------- | ------ | ---------------- | -- | -- |
| Kampioen Eredivisie   | 1x     | 2008/09          |    |    |
| Johan Cruijff Schaal  | 1x     | 2009             |    |    |
| PSV                   |        |                  |    |    |
| Kampioen Eredivisie   | 2x     | 2014/15, 2015/16 |    |    |
| Johan Cruijff Schaal  | 1x     | 2015             |    |    |
| Nederland –21         |        |                  |    |    |
| Europees kampioen –21 | 1x     | 2006             |    |    |

## Trainerscarrière
Schaars keerde in augustus 2019 terug bij PSV, waar hij een functie in de jeugdopleiding kreeg. Hij liep daar vanaf de winterstop vooral mee bij de onder 13.
Vanaf het seizoen 2020/21 wordt hij er de assistent van Adil Ramzi bij de onder 17. In het seizoen 2022-23 ging Schaars voor het eerst op eigen benen staan; hij werd hoofdtrainer van de onder 16 van PSV. Een jaar later werd Schaars doorgeschoven naar het eerste elftal waar hij assistent-trainer onder de nieuwe hoofdtrainer Peter Bosz zou worden. Vanaf het seizoen 2025/2026 is Schaars hoofdtrainer van Jong PSV in de KeukenKampioen Divisie. Hij maakte zijn debuut als hoofdtrainer in de wedstrijd tegen FC Emmen en won deze met een 3-1 eindstand.